# بنك كوريا
بنك كوريا هو البنك المركزي لكوريا الجنوبية، تأسس في سول عام 1950. وتعد أهم أهدافه الرئيسية الحفاظ على الأسعار .